# Ixeris japonica
Ixeris japonica là một loài thực vật có hoa trong họ Cúc. Loài này được (Burm.f.) Nakai mô tả khoa học đầu tiên năm 1926.